# 撒马堵语
撒马堵语是云南省镇康县和永德县一种只由中老年人使用的极度濒危的彝语。